# عملية حيوية
عملية حيوية هو مصطلحٌ يستخدم لوصف أي عملية كاملة تحدث في الخلايا أو مكوناتها (مثل البكتيريا، والإنزيمات، والصانعات اليخضورية) للحصول على المنتجات المرغوبة. ونقل الطاقة والكتلة هي أساس للعديد من العمليات البيولوجية والبيئية.
و المجالات عديدة نذكر مثلا، من تجهيز الأغذية الحرارية لتصميم وبناء على الأجهزة الطبية الحيوية لمكافحة التلوث وارتفاع درجة حرارة الأرض. نحتاج أيضًا إلى معرفة كيفية استخدام الطاقة والكتلة لاتمام العملية التي يمكن أن تنقل عبر المواد.
المنبع جزء من العملية الحيوية وهو أول خطوة لنمو الجزيئات الحيوية عن طريق المفاعلات الحيوية التي تحدث بواسطة خطوط الخلايا البكتيرية أو الحيوانية (انظر إلى زرع الخلايا). وعندما تصل إلى الكثافة المطلوبة يتم حصدها ثم نقلها إلى المصب وهي قسم آخر من العملية الحيوية.